# 陈说
陈说，字和中，宋朝福建福州闽县人，武状元。他在南宋孝宗淳熙五年（1178年）戊戌武举榜上位列第一，成为武状元。該科共錄取武進士44名。